# Kastane
Das Kastane  ist ein Schwerttyp aus Ceylon (heute Sri Lanka). Es hat eine einschneidige, relativ kurze Klinge, die normalerweise leicht gebogen ist.

## Beschreibung
Charakteristisch für das Kastane sind elaborierte Knäufe in Form von Löwenköpfen (der Löwe gilt als mythischer Ahnherr der Ceylonesen und ist ein Symbol für Majestät und Macht) oder Köpfen mythischer Tiere (makara) sowie die Verwendung wertvollster Materialien für das Heft (Hölzer, Horn, Schildpatt, Silber, Gold, Schmuck- und Edelsteine). Die Scheiden sind normalerweise aus Holz oder Horn. Die Klingen weisen bis zu vier Hohlschliffe auf. Die meisten Kastane sind von außerordentlich hoher handwerklicher Qualität, was darauf verweist, dass sie als Zeremonialschwerter und als Repräsentationssymbole der ceylonesischen Könige und Würdenträger dienten.
Es scheint, dass die frühesten Kastane erst nach dem Zusammentreffen mit den Europäern im 16. Jahrhundert entstanden sind und dass sie als Imitationen der von den Portugiesen auf die Insel mitgebrachten  Renaissance-Waffen verstanden werden müssen. Die meisten Klingen stammen aus Europa und tragen den Stempel der Niederländischen Ostindien-Kompagnie.